# Contrôle de santé intégré
Le contrôle de santé intégré (CSI) est le processus d'implémentation et de mise en œuvre d'une stratégie de détection et de caractérisation des dommages dans les structures d'ingénierie. Ici, les dommages sont définis comme les changements apportés aux propriétés physiques et / ou géométriques d'un système CSI y compris les changements dans les conditions aux limites et les connectivités du système, ce qui affecte négativement les performances de ce dernier.
Le processus de CSI comprend l'observation d'un système au cours du temps en utilisant des mesures dynamiques et échantillonnées qui sont faites périodiquement à partir d'un réseau de capteurs, l'extraction des caractéristiques sensibles aux dommages à travers ces mesures et l'analyse statistique de ces caractéristiques afin de déterminer l'état d'intégrité actuel du système. Pour le CSI à long terme, les données de sortie de ce processus sont périodiquement mis à jour et elles apportent des informations concernant la capacité de la structure à remplir sa fonction prévue à la lumière de son vieillissement inévitable et de sa dégradation résultant des environnements opérationnels. Après des événements intenses, tels que les tremblements de terre ou les explosions, le CSI est utilisé pour le dépistage rapide de l'état de santé et vise à fournir, en temps quasi-réel, des informations fiables concernant l'intégrité de la structure.

## Introduction
Les méthodes qualitatives et discontinues ont longtemps été utilisées pour évaluer les structures et leur capacité à remplir leurs fonctions prévues. Depuis le début du XIXe siècle, les employés des chemins de fer ont utilisé le son d'un marteau frappant la roue du train pour savoir si des dommages sont présents. Dans les machineries tournantes, la surveillance vibratoires a été utilisée pendant des décennies comme une technique d'évaluation des performances. On trouve deux techniques dans le domaine du CSI d'une part les techniques Raghavan et Cesnik qui sont basées sur la propagation des ondes et d'autre part les techniques basées sur les vibrations,,. De façon générale, la littérature pour le CSI qui se base sur les vibrations peut être divisée en deux aspects : le premier où les modèles sont proposés pour le dommage pour déterminer les caractéristiques dynamiques, aussi connu comme le problème direct, par exemple se référer à cadre unifié (en) et le deuxième, dans lequel les caractéristiques dynamiques sont utilisés pour déterminer les caractéristiques des dommages, également connu sous le nom du problème inverse, par exemple se référer à. Au cours des dix à quinze dernières années, les technologies du CSI ont émergé tout en créant un nouveau domaine passionnant au sein de diverses branches de l'ingénierie. Des conférences académiques et des revues scientifiques qui se concentrent spécifiquement sur le CSI ont été mises en place durant cette période. Ces technologies deviennent actuellement de plus en plus courantes.

## Reconnaissance de formes statistique
Le problème de CSI peut être abordé dans le contexte du paradigme de la reconnaissance de formes statistique,. Ce paradigme peut être décomposé en quatre parties : 
1. Évaluation Opérationnelle,
2. Acquisition de Données et Nettoyage,
3. Extraction des traits et Compression des Données,
4. Développement du Modèle statistique pour la discrimination des traits.

Lorsque l'on tente d'appliquer ce paradigme à des données provenant de structures du monde réel, il devient rapidement évident que la capacité de purifier, compresser, normaliser et fondre les données pour tenir en compte la variabilité opérationnelle et environnementale est un problème d'implémentation clé lorsque les parties 2 à 4 sont abordées de ce paradigme. Ces processus peuvent être implémentés à travers un support matériel ou logiciel et, en général, une combinaison de ces deux approches sera utilisée.

## Évaluation de l'intégrité des structures des ponts, des bâtiments et d'autres infrastructures liées
Communément appelé évaluation de l'intégrité des structures ou CSI, ce concept est largement appliqué à diverses formes d'infrastructures, notamment lorsque des pays partout dans le monde entrent dans une plus grande période de construction de diverses infrastructures allant des ponts jusqu'aux Gratte-ciel. Il est important de noter qu'il existe des étapes de difficulté croissante nécessitant la connaissance des étapes précédentes surtout lorsque les dommages dans les structures sont concernés à savoir :
1. Détecter l'existence du dommage dans la structure,
2. Localiser le dommage,
3. Identifier les types du dommage,
4. Quantification de la gravité du dommage.

Il est nécessaire d'utiliser le traitement du signal et la classification statistique pour convertir les données sur l'état de santé de l'infrastructure du capteur en une information sur les dommages pour évaluation.

### Évaluation opérationnelle
L'évaluation opérationnelle tente de répondre à quatre questions concernant la mise en œuvre d'une aptitude d'identification des dommages :
1. Quelles sont les raisons sécuritaires et/ou économiques pour effectuer le CSI ?
2. Comment le dommage est-il défini pour le système examiné et, dans le cas de plusieurs dommages, quels sont les cas les plus préoccupants ?
3. Quelles sont les conditions opérationnelles et environnementales dans lesquelles le système à surveiller fonctionne ?
4. Quelles sont les limites lors de l'acquisition de données dans l'environnement opérationnel ?

L'évaluation opérationnelle commence à définir les limites de ce qui sera suivi et de la manière avec laquelle le suivi sera accompli. Cette évaluation commence à adapter le processus d'identification des dommages aux caractéristiques propres du système surveillé et tente d'exploiter les caractéristiques uniques des dommages qui doivent être détectés.

### Acquisition de données, normalisation et nettoyage
La partie d'acquisition de données du processus de CSI implique la sélection des méthodes d'excitation, les types des capteurs, leur nombre et leurs emplacements, et le matériel d'acquisition, de stockage et de transmission de données. Encore une fois, ce processus sera spécifique à l'application. Les considérations économiques joueront un rôle majeur dans la prise de ces décisions. Les intervalles auxquels les données doivent être recueillies sont également une considération à prendre en compte.
Vu que les données peuvent être mesurées dans des conditions variables, la capacité de normaliser les données devient très importante pour le processus d'identification des dommages. La normalisation des données est le processus qui consiste à séparer les changements de lecture du capteur causés par les dommages de ceux causés par les conditions opérationnelles et environnementales variables. L'une des procédures les plus courantes consiste à normaliser les réponses mesurées par les entrées mesurées. Lorsque la variabilité environnementale ou opérationnelle constitue un problème, il peut être nécessaire de normaliser les données de façon temporelle pour faciliter la comparaison des données mesurées à des moments similaires d'un cycle environnemental ou opérationnel. Les sources de variabilité dans le processus d'acquisition des données et dans le système surveillé doivent être identifiées et minimisées dans la mesure du possible. En général, on peut pas éliminer toutes les sources de variabilité. Par conséquent, il est nécessaire de faire les mesures appropriées tel que ces sources puissent être quantifiées statistiquement. La variabilité peut survenir de l'évolution des conditions environnementales et des conditions d'essai, des changements dans le processus de réduction des données et des incohérences d'unité à unité.
Le nettoyage des données est le processus de choix sélective des données à transmettre ou à rejeter à partir du processus de sélection des traits caractéristiques. Le processus de nettoyage des données est généralement basé sur les connaissances acquises par les personnes directement impliquées dans l'acquisition des données. Par exemple, une inspection de la configuration de test peut révéler qu'un capteur est monté de manière lâche et par conséquent, sur la base du jugement des individus effectuant la mesure, cet ensemble de données ou les données de ce capteur particulier peuvent être particulièrement supprimées du processus de sélection des traits caractéristiques. Les techniques de traitement du signal telles que le filtrage et le rééchantillonnage peuvent également être considérées comme des procédures de nettoyage des données.
Enfin, la portion d'acquisition de données, de normalisation et de nettoyage du processus de CSI ne doit pas être statique. Les informations obtenues grâce au processus de sélection des traits caractéristiques et au processus de développement du modèle statistique fourniront des informations sur les modifications susceptibles d'améliorer le processus d'acquisition des données.

### Extraction des traits caractéristiques et compression de données
La partie du processus de CSI qui reçoit le plus d'attention dans la littérature technique est l'identification des traits caractéristiques de données qui permettent de distinguer entre une structure saine et une structure endommagée. La condensation des données est inhérente à ce processus de sélection des traits caractéristiques. Les meilleures traits caractéristiques pour l'identification des dommages sont encore une fois spécifiques à l'application.
L'une des méthodes d'extraction des traits caractéristiques les plus courantes repose sur la corrélation des grandeurs des réponses mesurées du système, tel que l'amplitude ou la fréquence de vibration, avec les observations de première main du système en cours de dégradation. Une autre méthode de développement des traits caractéristiques pour l'identification des dommages consiste à appliquer aux systèmes des défauts, similaires à ceux prévus dans les conditions réelles de fonctionnement, et à développer une compréhension initiale des paramètres qui sont sensibles aux dommages attendus. Le système défectueux peut également être utilisé pour valider que les mesures de diagnostic sont suffisamment sensibles pour distinguer les caractéristiques identifiées du système intact et du système endommagé. L'utilisation d'outils analytiques tels que les modèles d'éléments finis validés expérimentalement peut être un atout majeur dans ce processus. Dans de nombreux cas, les outils analytiques sont utilisés pour réaliser des expériences numériques où les défauts sont introduits dans une simulation informatique. Les essais d'accumulation des dommages, au cours desquels un nombre important de composants structuraux du système étudié sont dégradés en les soumettant à des conditions de charge réalistes, peuvent également être utilisés pour identifier les caractéristiques appropriées. Ce processus peut inclure des tests de dommages induits, des tests de fatigue, la croissance de la corrosion ou le cyclage de température pour accumuler certains types de dommages de manière accélérée. Un aperçu des caractéristiques appropriées peut être obtenu à partir de plusieurs types d'études analytiques et expérimentales comme décrit ci-dessus et il est généralement le résultat d'informations obtenues à partir d'une combinaison de ces études.
Les techniques d'implémentation opérationnelle et de mesure diagnostique nécessaires à la réalisation du CSI produisent plus de données que les utilisations traditionnelles de l'information de dynamique structurelle. Une condensation des données est avantageuse et nécessaire lorsque des comparaisons de nombreux ensembles de traits caractéristiques obtenus au cours de la durée de vie de la structure sont envisagées. De plus, comme les données seront acquises à partir d'une structure sur une longue période et dans un environnement opérationnel, des techniques robustes de réduction des données doivent être développées pour conserver la sensibilité des traits caractéristiques aux changements structurels d'intérêt en présence d'une variabilité environnementale et opérationnelle. Afin de faciliter davantage l'extraction et l'enregistrement des données de qualité nécessaires pour effectuer le CSI, la signification statistique des traits caractéristiques doit être caractérisée et utilisée dans le processus de condensation.

### Développement du modèle statistique
La portion du processus de CSI qui a reçu le moins d'attention dans la littérature technique est le développement de modèles statistiques pour la discrimination entre les traits caractéristiques issues des structures intactes et des structures endommagées. Le développement de modèles statistiques est concerné par l'implémentation des algorithmes qui agissent sur les entités extraites afin de quantifier l'état d'endommagement de la structure. Les algorithmes utilisés dans le développement de modèles statistiques appartiennent d'une manière générale à trois catégories. Lorsque les données sont disponibles à la fois de la structure intacte et endommagée, les algorithmes de reconnaissance de formes statistiques se positionnent dans la classification générale appelée apprentissage supervisé. La classification de groupe et l'analyse de régression sont des catégories d'algorithmes d'apprentissage supervisé. L'apprentissage non supervisé fait référence à des algorithmes appliqués à des données ne contenant pas d'exemples de la structure endommagée. La détection des valeurs aberrantes ou de nouveauté est la classe primaire d'algorithmes utilisés dans des applications d'apprentissage non supervisées. Tous les algorithmes analysent les distributions statistiques des caractéristiques mesurées ou dérivées pour améliorer le processus d'identification des dommages.

## Axiomes fondamentaux
Sur la base de la vaste littérature qui s'est développée sur le CSI au cours des deux dernières décennies, on peut affirmer que ce domaine a mûri au point où plusieurs axiomes fondamentaux, ou principes généraux, ont émergé. Ces axiomes sont listés comme suit :
- Axiome I : Tous les matériaux ont des défauts ou des imperfections inhérentes ;
- Axiome II : L'évaluation des dommages nécessite une comparaison entre deux états du système ;
- Axiome III : L'identification de l'existence et de l'emplacement des dommages peut se faire dans un mode d'apprentissage non supervisé, mais l'identification du type de dommage présent et de sa sévérité ne peut généralement être fait que dans un mode d'apprentissage supervisé ;
- Axiome IVa : Les capteurs ne peuvent pas mesurer les dégâts. L'extraction de caractéristiques à travers le traitement du signal et la classification statistique est nécessaire pour convertir les données du capteur en informations sur les dommages ;
- Axiome IVb : Sans une extraction intelligente des traits caractéristiques, plus une mesure est sensible à l'endommagement, plus elle est sensible aux conditions opérationnelles et environnementales changeantes ;
- Axiome V : Les échelles de longueur et de temps associées à l'initiation et à l'évolution des dommages dictent les propriétés requises du système de détection de CSI ;
- Axiome VI : Il y a un compromis entre la sensibilité aux dommages d'un algorithme et sa capacité de rejet de bruit ;
- Axiome VII : La taille des dommages qui peuvent être détectés à partir des changements dans la dynamique du système est inversement proportionnelle à la gamme de fréquence de l'excitation.

## Composants
Les éléments du système de CSI comprennent :
- La structure
- Les capteurs
- Les systèmes d'acquisition des données
- Le transfert de données et le mécanisme de stockage
- La gestion de données
- L'interprétation des données et le diagnostic :
  - L'Identification du système
  - La mise à jour du modèle structurel
  - L'évaluation de l'état structurel
  - La prédiction de la durée de vie restante.

Un exemple de cette technologie est l'intégration de capteurs dans des structures telles que les ponts et les avions. Ces capteurs fournissent une surveillance en temps réel de divers changements structurels comme les contraintes et les déformations. Dans le cas des structures de génie civil, les données fournies par les capteurs sont généralement transmises à des centres d'acquisition de données distants. Avec l'aide de la technologie moderne, le contrôle en temps réel des structures (Le contrôle structurel actif) basé sur l'information des capteurs est possible.

## Exemples

### Les ponts àHong Kong
Le système éolien et de contrôle de santé intégré est un système sophistiqué de surveillance des ponts, qui coûte 1,3 million de dollars américains, utilisé par le Département des autoroutes de Hong Kong pour assurer le confort et la sécurité des usagers des ponts Tsing Ma, Ting Kau, Kap Shui Mun et Stonecutters.
Afin de surveiller l'intégrité, la durabilité et la fiabilité des ponts, le système éolien et de contrôle de santé intégré possède quatre niveaux d'opération différents: les systèmes sensoriels, les systèmes d'acquisition de données, les systèmes informatiques centralisés locaux et le système informatique central global.
Le système sensoriel comprend environ 900 capteurs et leurs unités d'interfaçage pertinentes. Avec plus de 350 capteurs sur le pont Tsing Ma, 350 sur Ting Kau et 200 sur Kap Shui Mun, le comportement structurel des ponts est mesuré 24 heures par jour, sept jours par semaine.
Les capteurs comprennent des accéléromètres, des jauges de contrainte, des transducteurs de déplacement, des stations de détection de niveau, des anémomètres, des capteurs de température et des capteurs dynamiques de poids en mouvement. Ils mesurent tout, de la température et des tensions de l'asphalte dans les éléments structuraux à la vitesse du vent et la déviation et la rotation des kilomètres de câbles et tout mouvement des ponts et des tours.
Ces capteurs sont le système d'alerte précoce pour les ponts, fournissant les informations essentielles qui aident le département des autoroutes à surveiller avec précision les conditions générales de santé des ponts.
Les structures ont été construites pour résister jusqu'à une vitesse moyenne du vent de 95 m/s. En 1997, lorsque le Typhon Victor a frappé directement Hong Kong, les vitesses du vent de 110 à 120 km/h ont été enregistrés. Cependant, la vitesse de vent la plus élevée enregistrée a eu lieu pendant le typhon Wanda en 1962 quand un coup de vent de 3 secondes a été enregistrée à 78,8 mètres par seconde, 284 km/h.
Les informations provenant de ces centaines de capteurs différents sont transmises aux unités d'acquisition de données. Il y a trois unités d'acquisition de données sur le pont de Tsing Ma, trois sur Ting Kau et deux sur le Kap Shui Mun.
La puissance de calcul pour ces systèmes est dans le bâtiment administratif utilisé par le département des autoroutes à Tsing Yi. Le système informatique central et local assure le contrôle de la collecte des données, le post-traitement, la transmission et le stockage.
Le système global est utilisé pour l'acquisition et l'analyse des données, en évaluant les conditions physiques et les fonctions structurelles des ponts et pour l'intégration et la manipulation des processus d'acquisition, d'analyse et d'évaluation des données

### Autres exemples larges
Les projets suivants sont actuellement connus parmi les plus grands projets de surveillance des ponts :
- Le pont de Rio–Antirrio, Grèce : possède plus de 100 capteurs surveillant la structure et le trafic en temps réel.
- Le Viaduc de Millau, France : a l'un des plus grands systèmes de fibres optiques du monde.
- Le Huey P pont Long, États-Unis : a plus de 800 jauges statiques et dynamiques de déformation conçues pour mesurer les effets de charges axiales et de flexion.
- Le Pont Fatih Sultan Mehmet, Turquie : a été contrôlé à l'aide d'un réseau de capteurs sans fil innovant avec des conditions de circulation normales.
- Le pont Sydney Harbour en Australie met actuellement en œuvre un système de surveillance impliquant plus de 2 400 capteurs. Les gestionnaires d'actifs et les inspecteurs de ponts disposent d'outils d'aide à la décision mobiles et de navigateurs webs basés sur l'analyse des données des capteurs.
- Le nouveau pont du Forth, actuellement[Quand ?] en construction dans le Firth of Forth, aura un système de surveillance comprenant plus de 2 000 capteurs dès son achèvement. Les gestionnaires d'actifs auront accès aux données de tous les capteurs à partir d'une interface de gestion de données basée sur le Web, y compris l'analyse de données automatisée[réf. nécessaire].

## Pour les ponts
La surveillance de santé des grands ponts peut être effectuée en mesurant simultanément les charges sur le pont et les effets de ces charges. Elle comprend généralement la surveillance des :
- Vents et météos
- Circulations
- Précontraintes et des haubans
- Plates-formes
- Pylônes
- Sols

Muni de cette connaissance, l'ingénieur peut :
- Estimer les charges et leurs effets ;
- Estimer l'état de fatigue ou autre état limite ;
- Prévoir l'évolution probable de l'état d'intégrité du pont/

L'État de l'Oregon aux États-Unis, et plus précisément le département de l'ingénierie des ponts du département des transports a développé et a mis en œuvre un programme de contrôle de santé intégré (CSI) comme mentionné dans ce document technique par Steven Lovejoy, ingénieur sénior.
Des références qui fournissent une introduction à l'application de capteurs à fibres optiques au contrôle de santé intégré sur les ponts sont disponibles.

## Développements internationaux

### Asie

#### Université nationale de Chonbuk (CBNU)
- Département de génie mécanique

### Amérique du Nord

#### Canada
- Bâtiment agricole et de génie civil, Université du Manitoba[16]

#### États-Unis
- Société internationale pour le contrôle de santé intégré des infrastructures intelligentes (ISHMII)[17].

### Europe

#### Portugal
- Laboratoire de technologie du béton et des comportements structurels (LABEST) à Porto[18].

#### Suisse
- Institut fédéral de technologie de Lausanne.
- SR Technics Suisse SA

### Australie
- Réseau australien de Contrôle de Santé Intégré (CSI).